# Кордун Василь Іванович
Кордун Василь Іванович — радянський і український кінооператор. Лауреат премії ім. М. В. Ломоносова АН СРСР (1969).

## Біографічні відомості
Народився 16 січня 1933 р. у м. Хабне Київської області в родині службовця. Закінчив економічний факультет Київського державного університету ім. Т. Г. Шевченка (1959) та операторський факультет Київського державного інституту театрального мистецтва ім. І. Карпенка-Карого (1971).
З 1960 р. — оператор «Київнаукфільму».
Режисер і оператор стрічок «Фільм 1. Джерела Вітчизни» та «Фільм 4. Дике поле» в документальному циклі «Невідома Україна. Золоте стремено» (1993).
Художній керівник і доцент кафедри кінотелеоператорства кінофакультету Театрального університету ім. Карпенка-Карого.
Член Національної спілки кінематографістів України.

## Фільмографія
Зняв стрічки:
- «Зерновий комбайн» (1965)
- «Весна в Києві» (1966)
- «Машини вчаться керувати» (1967)
- «Орієнтувальний рефлекс» та «Орієнтувальний рефлекс на рівні нейрону» (1969, Премія імені М. В. Ломоносова АН СРСР)
- «Промисловість СРСР» (1969)
- «Біоструми наказують» (1970. Бронзова медаль ВДНГ СРСР, Москва, 1971)
- «Підготовка національних кадрів»
- «Твір на вільну тему» (1971)
- «Промінь, зв'язаний у вузол» (1972)
- «Готовий до праці й оборони» (1974)
- «Плазмена плавка» (1974, Приз Міністерства важкої промисловості ЧССР Міжнародного кінофестивалю технічних фільмів, Пардубіце, ЧССР, 1974)
- «Ниточка і кошеня» (1974, мультфільм)
- «Оленятко — білі ріжки» (1974, мультфільм)
- «Хочу бути» (1975)
- «Виходжу на сонце» (1975)
- «Жива земля» (1980, Спеціальний приз Всесоюзного конкурсу документальних і науково-популярних фільмів про охорону природи та раціональне використання її ресурсів, Воронеж, 1981)
- «Дорогою істини» (1980, у співавт.)
- «Хліб нашого завтра» (1981)
- «Про бегемота на ім'я Ну-й-нехай» (1986, мультфільм)
- «Велика подорож» (1987, мультфільм)
- «Великі імена Росії. Захист Мечникова» (1988, реж. Ед. Головня) та ін.